# Begonia purpureofolia
Begonia purpureofolia là một loài thực vật có hoa trong họ Thu hải đường. Loài này được S.H.Huang & Y.M.Shui mô tả khoa học đầu tiên năm 1994 publ. 1995.